# Leucania pakdala
Leucania pakdala är en fjärilsart som beskrevs av Calora 1966. Leucania pakdala ingår i släktet Leucania och familjen nattflyn. Inga underarter finns listade i Catalogue of Life.